# Distelbeck
Distelbeck ist eine Ortslage in der bergischen Großstadt Wuppertal.

## Lage und Beschreibung
Die Ortslage liegt im Osten des Wohnquartiers Südstadt im Stadtbezirk Elberfeld auf einer Höhe von 181 m ü. NHN. Der ursprüngliche Siedlungsplatz ist heute mit einem Mehrfamilienhaus und einem Brückenbauwerk der Blankstraße überbaut.
Benachbarte Ortslagen sind Böhler Hof, Uellenberg, Sandhof, Böhle, Hinterm Holz/Vorm Holz, Kluse, Am Döppersberg und In der Mauer. 
Die heutige Straße Distelbeck führt zu der Ortslage.

## Etymologie und Geschichte
Beck ist eine mittelniederdeutsche Form für Bach, Distel geht auf die gleichnamige Pflanze zurück. Die Ortslage ist aus einem Hof hervorgegangen, der bereits 1480 als Distelbeich urkundlich erwähnt wurde. Im 15. Jahrhundert wird das  Kirchengut Distelbach by Elverfelde genannt. 1751 wurde ein Steinkohlenbergwerk bei Distelbeck gemutet. Der Betrieb wurde 1752 wieder eingestellt. Auf der Topographischen Aufnahme der Rheinlande von 1824 ist ein Ort als Dusselbeck verzeichnet, auf der Preußischen Uraufnahme von 1843 als Distelbeck.
1815/16 besaß der Ort 72 Einwohner. 1832 gehörte der Ort zur Fuhrter Rotte des ländlichen Außenbezirks des Kirchspiels und der Stadt Elberfeld. Der laut der Statistik und Topographie des Regierungsbezirks Düsseldorf als Weiler kategorisierte Ort wurde als in der Distelbeck bezeichnet und besaß zu dieser Zeit sechs Wohnhäuser und zwölf landwirtschaftliche Gebäude. Zu dieser Zeit lebten 65 Einwohner im Ort, sieben katholischen und 58 evangelischen Glaubens.
Die Straße Distelbeck wurde 1935 benannt, davor hieß sie Distelbecker Straße.